# Kowalki, Tỉnh West Pomeranian
Kowalki [kɔˈvalki] (trước đây Đức Kowalk) là một ngôi làng ở quận hành chính của Gmina Tychowo, trong bialogard County, Zachodniopomorskie, ở tây bắc Ba Lan. Nó nằm khoảng 8 kilômét (5 mi)   phía đông Tychowo, 27 km (17 mi) về phía đông Białogard và 131 km (81 mi) về phía đông bắc của thủ đô khu vực Szczecin.
Trước năm 1945, khu vực này là một phần của Đức. Đối với lịch sử của khu vực, xem Lịch sử của Pomerania.